# Ingrid Paul

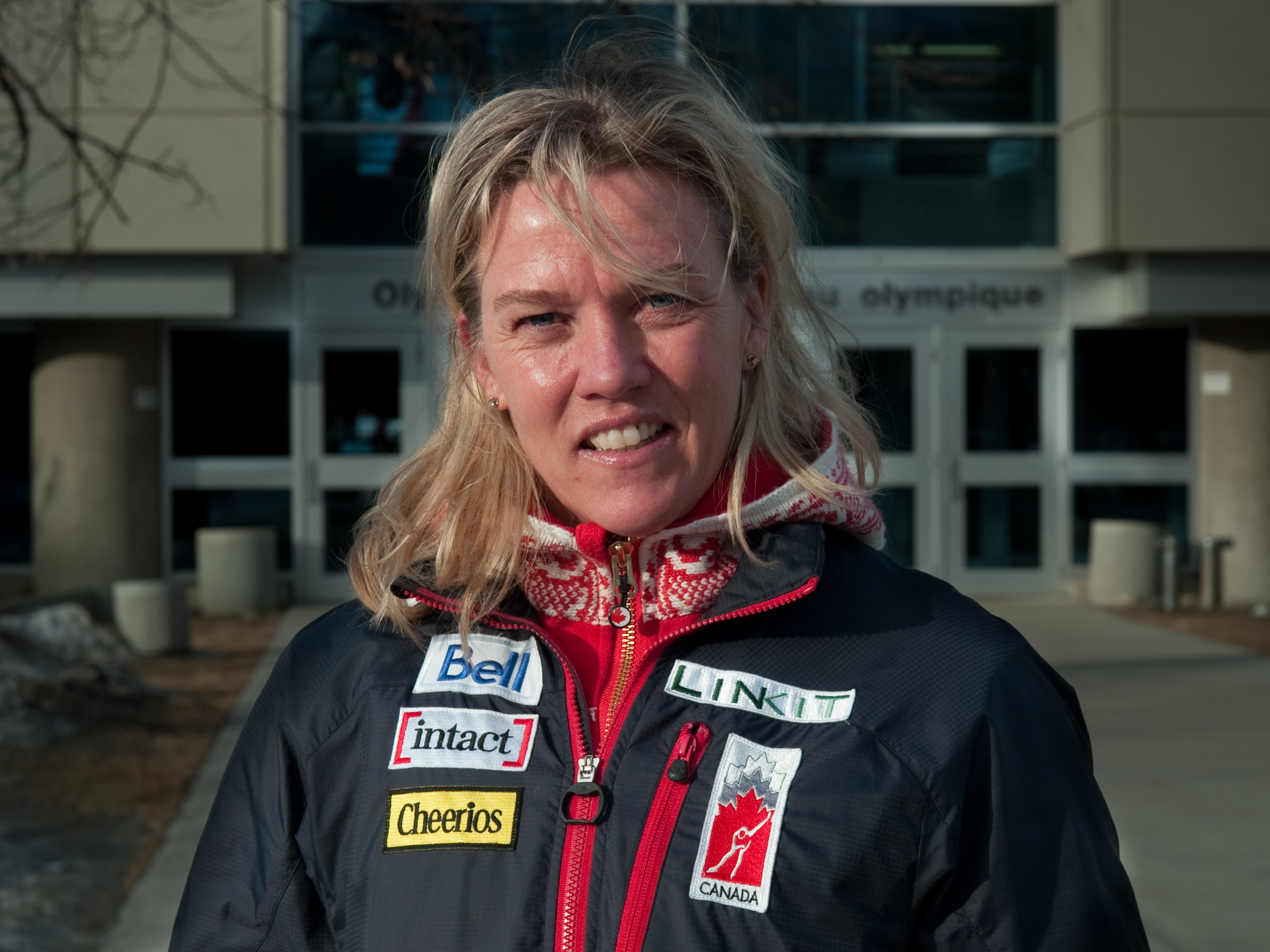
Paul als bondscoach van Canada

Dirkina Wilhelmina (Ingrid) Paul (Gouda, 14 december 1964) is een schaatscoach en voormalig Nederlands schaatsster. Na het schaatsen studeerde ze af als arts en is ze schaatscoach geweest in Canada en Noorwegen, om in 2000 terug te keren naar Nederland. Op 22 mei 2008 werd bekend dat Paul tot en met de Spelen van 2010 als bondscoach voor het Canadese team zal fungeren. Ze trainde onder meer Christine Nesbitt en Brittany Schussler. Ze woont in de visserswijk Steveston in Richmond.

## Biografie

### Schaatscarrière
Paul nam in 1986 deel aan het Nederlands Kampioenschap Marathonschaatsen op natuurijs en won dit kampioenschap. In 1988 nam ze in januari deel aan het Europees Kampioenschap waar ze als dertiende in het eindklassement eindigde. In februari nam zij deel aan de Olympische Spelen in Calgary. Ze plaatste zich voor de 3000 en de 5000 meter. Op de 3000 meter werd ze echter gediskwalificeerd, doordat ze haar tegenstandster die de buitenbocht reed op de kruising geen voorrang verleende. Op de 5000 meter eindigde ze op de veertiende plaats.

### Schaatscoach
Paul raakte verknocht aan Canada en besloot er te blijven. Van 1993 tot 1998 was ze bondscoach van de Canadese schaatsers. Op de Olympische Winterspelen van 1998 in Nagano, behaalde dit team vier medailles, o.a. goud voor Catriona LeMay. Na zes jaar in Canada te hebben gewoond verhuisde Paul terug naar Nederland, waar ze haar studie wilde gaan afmaken. Ze werd echter direct gebeld door de Noorse schaatsbond die haar een contract aanbood. Ze accepteerde het aanbod en vertrok voor twee jaar naar Noorwegen. 2008-2010 was zij bondscoach van het Canadese team. Per oktober 2010 werkt ze deeltijd voor Stavanger Skøyteklubb in Noorwegen. Stavanger opent op 1 oktober 2010 een nieuwe schaatshal "Sørmarka Arena".
Haar rentree in de schaatswereld maakte zij door trainer te worden van de Amerikaanse schaatser Shani Davis.

#### Team DPA/Telfort
In 2000 kwam Paul weer terug naar Nederland, om daar coach van Jong Oranje te worden. Dit was echter precies in de tijd dat de commerciële schaatsteams opkwamen, dus de loopbaan bij Jong Oranje was maar van korte duur. Paul werd benaderd door Gretha Smit die de persoonlijke benadering van Paul wel zag zitten, en ging met haar in zee. Al vrij snel sloten andere schaatsers zich bij het kleine "team DPA" (later Team Telfort) aan. Vanaf seizoen 2008/2009 was het de bedoeling dat er een nieuwe sponsor zou komen voor het team, maar toen dit niet lukte ging Paul voor twee jaar terug naar Canada waar ze bondscoach werd.
Team Telfort bestond uit Jan Bos, Stefan Groothuis, Tom Prinsen, Remco Olde Heuvel, Gretha Smit en Jochem Uytdehaage. Tot en met het seizoen 2005/2006 maakten ook Bob de Jong en Ralf van der Rijst deel uit van het team. Vanaf 2000 was ze ook coach van Ids Postma totdat hij in 2004 aankondigde te stoppen met schaatsen. Met De Jong wist Paul tijdens de Olympische Winterspelen van Turijn goud te veroveren op de 10.000 meter.

#### Omkopingsschandaal Turijn
Op 13 december 2009 zond Studio Sport een reportage uit waarin beweerd werd dat Paul betrokken zou zijn bij een omkoopschandaal. Volgens deze reportage zou Team Telfort tijdens de Olympische Spelen van 2006 in Turijn geprobeerd hebben een startplek voor Gretha Smit te kopen van de Poolse schaatsster Katarzyna Bachleda-Curuś. Ingrid Paul ontkent hiervan geweten te hebben. Haar pupil Gretha Smit aanvankelijk ook, maar heeft later een andere verklaring afgelegd. Sportkoepel NOCNSF en schaatsbond KNSB hebben toen een onafhankelijke commissie ingesteld die de affaire heeft onderzocht. Op 1 juli 2010 was de conclusie dat er inderdaad tot drie keer toe geld is geboden. Naast Paul en Smit werd daarbij ook de naam van Ab Krook genoemd.
In het eindrapport brengt de onderzoekscommissie Paul herhaaldelijk in diskrediet, o.a. door de volgende uitspraken: "Op nadrukkelijke verzoeken van de Commissie om een tweede face to face gesprek heeft Ingrid Paul niet willen ingaan" en "aannemelijk is dat Ingrid Paul aanwezig was in een gesprek waarin 40.000 euro is genoemd". Over het briefje dat aan een Poolse schaatser werd doorgegeven, wat een poging tot omkoping inhield, stelt de commissie vast "dat Gretha Smit dit briefje kort daarvoor heeft ontvangen uit een kleine groep van 3-4 personen, waaronder zich ook Ab Krook en Ingrid Paul bevonden". Over een poging tot omkoping van een Poolse schaatser waarbij Wilf O'Reilly betrokken was, schrijft de commissie "dat Ingrid Paul bij die gelegenheid mondeling aan de betrokken persoon aangaf dat er 40.000 euro tegenover zou staan, indien KBC zou afzien van deelname aan de 5000m dames. Ingrid Paul heeft aan deze persoon gevraagd dit richting de Poolse te communiceren". Verder schrijft de commissie: "Ingrid Paul zegt zich de inhoud van het gesprek noch de naam van de persoon te herinneren. De commissie heeft echter voldoende grond om aan te nemen dat in dit gesprek een bedrag van 40.000 euro is genoemd en dat geen ander dan Ingrid Paul daar de bron van kan zijn geweest. Als Ingrid Paul dit niet zelf heeft gezegd, heeft zij het toch wel laten zeggen". (p. 6)
Over het 'polsen' van andere schaatsers (of zij misschien door hun afzegging een startplaats voor Gretha Smit mogelijk zouden maken) schrijft de commissie: "De Commissie vindt het inconsistent en ongeloofwaardig dat Ingrid Paul in eerste instantie verklaart dat zij geen andere rijdsters of begeleiders dan KBC heeft benaderd, in tweede instantie zich wel herinnert dat zij bij de begeleider(s) van de Canadese ploeg heeft ‘gevist’, maar zich niet meer weet te herinneren dat zij ook de begeleider van de Amerikaanse schaatsster heeft gepolst als zij met de verklaring van Bart Schouten wordt geconfronteerd." (p. 8)
Tot de conclusies van het onderzoek behoort: "Naar de mening van de Commissie is Gretha Smit niet de hoofdrolspeler en heeft Ingrid Paul (hoewel zij dit niet bevestigt) wellicht een belangrijker rol gespeeld dan Gretha Smit zelf. (...) De Commissie vindt het aannemelijk dat Ingrid Paul in het Holland Heineken House een bedrag van 40.000 euro heeft genoemd of heeft laten noemen."

### Wielerploeg
Op 14 november 2011 werd bekend dat Paul begonnen is bij de vrouwenploeg Leontien.nl waar ze zich als arts richt op de medische trainingsbegeleiding. Medio oktober 2012 trad ze als begeleider toe tot wielerploeg Cyclingteam de Rijke/Shanks, als adviseur training en prestatieverbetering.

### Voetbal
Sinds 1 juli 2021 is zij als arts verbonden aan de voetbalclub AZ.

## Resultaten
| Jaar | NK Afstanden                           | NK Sprint | NK Allround | EK Allround | Olympische Spelen  |
| ---- | -------------------------------------- | --------- | ----------- | ----------- | ------------------ |
| 1984 |                                        |           | 12e         |             |                    |
| 1985 |                                        | 19e       | 11e         |             |                    |
| 1986 |                                        | 19e       | 9e          |             |                    |
| 1987 | 23e 500m · 1500m · 8e 3000m · 5e 5000m |           | 4e          |             |                    |
| 1988 | 5e 1500m · 3000m · 4e 5000m            |           | NC14        | 13e         | DQ 3000m 14e 5000m |
| 1989 | 14e 500m · 1500m · 7e 3000m · 4e 5000m |           | 6e          |             |                    |
| 1990 | 11e 5000m                              |           |             |             |                    |